# Champ (mathématiques)
Pour les articles homonymes, voir Champ.
Un champ est une application qui associe aux points d'un objet, généralement multidimensionnel, des valeurs scalaires, vectorielles ou tensorielles.

## Histoire
Le mot polysémique issu du latin campus donnant le français camp et champ a eu un usage d'abord militaire, par le « champ de bataille » et le terrain servant à l'exercice, dès le XIe siècle.
Un début de polysémie identique arrive à la même époque pour l'activité agricole « terrain » et « champ ». Après les arpenteurs et les géographes décrivant les fonds marins et fluviaux pour une navigation plus sûre après le milieu du XVIIIe siècle, les cartographes (comme Cassini et Haxo en France dans le Génie militaire) se soucient de la représentation sur un plan des pentes naturelles des terrains. Les  contours topologiques des montagnes et vallées sont projetés sur un plan, dans une première époque en exprimant les lignes de plus forte déclivité  avec des cotes (susceptibilité d'avoir un fort impact de la gravité terrestre sur les choses naturelles ou édifiées à cet endroit), puis par des courbes de niveau exprimant une altitude constante. Une carte comporte alors plus que l'expression de la qualité du terrain, de plat à pentu.
Par extension le terme « champ » s'est appliqué à la science optique par le « champ de vision » au milieu du XVIIIe siècle puis à la physique en général. Il s'est appliqué à la science de l'électricité et du magnétisme avec le « champ électrique », le « champ magnétique » puis le « champ électro-magnétique » qui sont utilisés au passage du XIXe siècle au XXe siècle, et enfin le « champ électrostatique » et le « champ tournant ». En mathématique associée à la physique le champ scalaire apparaît au milieu du XXe siècle. Dans les domaines des sciences du langage et de la personne les « champs sémantiques » et autres sont apparus après le milieu du XXe siècle.

## Vision physique et vision mathématique des champs
La notion de champ est d'origine physique, et elle sert à décrire des quantités variant en fonction de leur point de définition : champ de température, champ de densité, champ de vitesse, champ de forces, champ de pression, champ de gravitation, champ électrique, champ magnétique.
Comme la physique s'intéresse à des phénomènes d'observation, un des fondements de l'étude des champs en physique est la notion suivante de symétrie : quel que soit le choix du système de coordonnées qu'on choisit pour faire une description analytique, les phénomènes physiques ne changent pas.
Cette notion permet aux mécaniciens et aux physiciens de faire une différence entre vecteurs et pseudo-vecteurs. Les seconds changent de sens avec l'orientation de l'espace, et du point de vue mathématique, une vision simple consiste à définir les pseudo-vecteurs comme un couple formé d'un vecteur et d'un signe, + ou -, avec une relation d'équivalence {\displaystyle (v,+)\equiv (-v,-)}, le signe étant caractéristique de l'orientation de l'espace. Une vision plus savante dira qu'un pseudovecteur est une densité, c'est-à-dire un tenseur d'une espèce particulière.
Plus généralement, que ce soit en mécanique classique ou relativiste, on a besoin de prendre des coordonnées curvilignes. La notion de covariance d'un champ exprime précisément que la physique est indépendante du choix de coordonnées. Il sera donc implicite pour un physicien qu'un champ est covariant.
Mais les mathématiciens décomposent ces notions, et en particulier ils ne posent pas d'entrée de jeu qu'un champ satisfait des propriétés de symétrie et, en particulier, de covariance. En revanche, ils vont prendre de multiples précautions pour décrire un champ dans le cas non scalaire, c'est-à-dire vectoriel ou tensoriel, dans le but de construire des notions intrinsèques, c'est-à-dire indépendantes du choix de coordonnées.
Ainsi, si {\displaystyle {\mathcal {O}}} est un ouvert de l'espace {\displaystyle \mathbb {R} ^{n}}, un champ scalaire est une application de {\displaystyle {\mathcal {O}}} dans {\displaystyle \mathbb {R} }, et un champ vectoriel ou champ de vecteurs est une application de {\displaystyle {\mathcal {O}}} dans {\displaystyle \mathbb {R} ^{p}}. Enfin un champ de tenseurs est une application de {\displaystyle {\mathcal {O}}} dans l'espace vectoriel des applications {\displaystyle k}-linéaires de {\displaystyle V\times \dots \times V\times V^{*}\times \dots \times V^{*}} dans {\displaystyle \mathbb {R} }. Dans cette dernière définition, {\displaystyle V} est un espace de dimension {\displaystyle p}, {\displaystyle V^{*}} est son dual, il y a j facteurs {\displaystyle V} et {\displaystyle k-j} facteurs {\displaystyle V^{*}}, avec bien sûr {\displaystyle 0\leq j\leq k}.
Il existe des versions complexes de cet ensemble de définitions : il suffit de remplacer {\displaystyle \mathbb {R} } par {\displaystyle \mathbb {C} } dans les ensembles d'arrivée.

## Champ scalaire
Il n'y a guère de difficulté à concevoir un champ scalaire, à partir d'un exemple physique : la température dans une cuisine. Il fait chaud à côté des radiateurs en hiver, et à côté des appareils de cuisson, quand ils fonctionnent. Il fait chaud aussi près d'une casserole chaude, ou d'une cafetière qui vient d'être remplie. Mais il fait froid dans les assiettes où on vient de poser deux boules de glace. En revanche, il fait chaud derrière le frigo. N'oublions pas que s'il y a des gens, l'air chauffe au contact de leur peau, et de leur vêtement, sauf par un jour de canicule.
La température est bien un nombre qui varie en fonction du lieu et du temps.

## Champ de vecteurs tangents sur une surface
L'exemple physique le plus simple d'un champ de vecteurs tangent est celui d'un champ de vitesses : si des particules se déplacent sur une surface qui n'est pas plane, leurs vitesses sont tangentes à la surface. En supposant ces particules si fines et si nombreuses qu'on puisse les représenter par un modèle continu, leurs vitesses moyennes dans de très petits volumes donnent une bonne idée de ce que serait un champ de vecteurs tangent à la surface.
Avant de développer la notion de champ sur une variété abstraite, il faut étudier un cas concret : un champ de vecteurs tangent sur une surface {\displaystyle S} plongée dans {\displaystyle \mathbb {R} ^{3}}. Localement, elle peut être paramétrée par trois fonctions continûment différentiables {\displaystyle x(u,v),y(u,v),z(u,v)}, avec {\displaystyle (u,v)} dans un ouvert {\displaystyle {\mathcal {O}}} de {\displaystyle \mathbb {R} ^{2}}.
Notons pour simplifier
{\displaystyle r(u,v)={\begin{pmatrix}x(u,v)\\y(u,v)\\z(u,v)\end{pmatrix}}}.
Les {\displaystyle r(u,v)} forment donc un champ de vecteurs à 3 composantes sur {\displaystyle {\mathcal {O}}}.
Le plan tangent en {\displaystyle x_{0}=x(u_{0},v_{0}),y_{0}=y(u_{0},v_{0}),z_{0}=z(u_{0},v_{0})} est engendré par les vecteurs
{\displaystyle {\frac {\partial r}{\partial u}}(u_{0},v_{0})={\begin{pmatrix}\displaystyle {\frac {\partial x}{\partial u}}(u_{0},v_{0})\\\displaystyle {\frac {\partial y}{\partial u}}(u_{0},v_{0})\\\displaystyle {\frac {\partial z}{\partial u}}(u_{0},v_{0})\end{pmatrix}}{\text{ et }}{\frac {\partial r}{\partial v}}(u_{0},v_{0})={\begin{pmatrix}\displaystyle {\frac {\partial x}{\partial v}}(u_{0},v_{0})\\\displaystyle {\frac {\partial y}{\partial v}}(u_{0},v_{0})\\\displaystyle {\frac {\partial z}{\partial v}}(u_{0},v_{0})\end{pmatrix}}.}
si ces deux vecteurs sont indépendants. On fait cette hypothèse systématiquement. Cette condition porte sur la nature de la description par les fonctions {\displaystyle x,y,z} de {\displaystyle u} et {\displaystyle v}.
Par conséquent, un vecteur tangent en {\displaystyle x_{0},y_{0},z_{0}} à la surface est une combinaison linéaire de la forme
{\displaystyle a(u_{0},v_{0}){\frac {\partial r}{\partial u}}(u_{0},v_{0})+b(u_{0},v_{0}){\frac {\partial r}{\partial v}}(u_{0},v_{0}).}
Les coordonnées locales d'un champ tangent à la surface {\displaystyle S} sont donc un couple de deux nombres {\displaystyle a(u,v)} et {\displaystyle b(u,v)}.
Si localement, {\displaystyle S} admet un autre paramétrage {\displaystyle \xi (\sigma ,\tau ),\eta (\sigma ,\tau ),\zeta (\sigma ,\tau )}, avec {\displaystyle (\sigma ,\tau )} dans un ouvert {\displaystyle \Omega }, on note ρ le champ de vecteurs de coordonnées ξ, η, ζ.
Un champ de vecteur tangent aura pour coordonnées {\displaystyle \alpha (\sigma ,\tau )} et {\displaystyle \beta (\sigma ,\tau )} dans ce choix de coordonnées locales.
Supposons, de plus, que l'image {\displaystyle r({\mathcal {O}})} par {\displaystyle r} de {\displaystyle {\mathcal {O}}} recoupe l'image {\displaystyle \rho (\Omega )} par {\displaystyle \rho } de {\displaystyle \Omega }. Il est alors légitime de se demander comment sont reliées les coordonnées {\displaystyle a,b} et les coordonnées {\displaystyle \alpha ,\beta }.
On montre, au moyen du théorème des fonctions implicites que l'identité
{\displaystyle r(u,v)=\rho (\sigma ,\tau )}
avec les conditions
{\displaystyle \partial r/\partial u{\text{ et }}\partial r/\partial v} sont des vecteurs indépendants
et
{\displaystyle \partial \rho /\partial \sigma {\text{ et }}\partial \rho /\partial \tau } sont des vecteurs indépendants
implique l'existence locale d'un difféomorphisme entre {\displaystyle (\sigma ,\tau )} et {\displaystyle (u,v)}.
Plus précisément, pour tout choix de {\displaystyle (\sigma _{0},\tau _{0})} et {\displaystyle (u_{0},v_{0})} satisfaisant la relation {\displaystyle r(u_{0},v_{0})=\rho (\sigma _{0},\tau _{0})}, on peut trouver deux voisinages ouverts respectifs de {\displaystyle (u_{0},v_{0})} et {\displaystyle (\sigma _{0},\tau _{0})}, {\displaystyle {\mathcal {O}}_{1}\subset {\mathcal {O}}} et {\displaystyle \Omega _{1}\subset \Omega }, et deux applications continûment différentiables {\displaystyle \phi } de {\displaystyle \Omega _{1}} dans {\displaystyle {\mathcal {O}}_{1}\subset {\mathcal {O}}} et {\displaystyle \psi } de
{\displaystyle {\mathcal {O}}_{1}} dans {\displaystyle \Omega _{1}} tels que la relation
{\displaystyle (u,v)\in {\mathcal {O}}_{1},\quad (\sigma ,\tau )\in \Omega _{1},\quad r(u,v)=\rho (\sigma ,\tau )}
implique
{\displaystyle (u,v)=\phi (\sigma ,\tau ),\quad (\sigma ,\tau )=\psi (u,v).}
Si un champ tangent a pour coordonnées {\displaystyle (a,b)} dans {\displaystyle {\mathcal {O}}_{1}} et {\displaystyle (\alpha ,\beta )} dans {\displaystyle \Omega _{1}}, alors on peut écrire l'identité
{\displaystyle a(u,v){\frac {\partial \sigma }{\partial u}}+b(u,v){\frac {\partial \tau }{\partial v}}=\alpha (\sigma ,\tau ){\frac {\partial \rho }{\partial \sigma }}+\beta (\sigma ,\tau ){\frac {\partial \rho }{\partial \tau }}.}
On différentie la relation {\displaystyle r(\phi (\sigma ,\tau ))=\rho (\sigma ,\tau )} par rapport à {\displaystyle \sigma } et {\displaystyle \tau }, et on obtient, grâce au théorème de dérivation des fonctions composées :
{\displaystyle {\frac {\partial \rho }{\partial \sigma }}={\frac {\partial r}{\partial u}}{\frac {\partial \phi _{1}}{\partial \sigma }}+{\frac {\partial r}{\partial v}}{\frac {\partial \phi _{2}}{\partial \sigma }},\quad {\frac {\partial \rho }{\partial \tau }}={\frac {\partial r}{\partial u}}{\frac {\partial \phi _{1}}{\partial \tau }}+{\frac {\partial r}{\partial v}}{\frac {\partial \phi _{2}}{\partial \tau }},}
et si on substitue ces identités dans la relation donnant les deux représentations du champ de vecteurs, on trouve
{\displaystyle a(\phi (\sigma ,\tau ))=\alpha (\sigma ,\tau ){\frac {\partial \phi _{1}}{\partial \sigma }}(\sigma ,\tau )+\beta (\sigma ,\tau ){\frac {\partial \phi _{1}}{\partial \tau }}(\sigma ,\tau ),}
{\displaystyle b(\phi (\sigma ,\tau ))=\alpha (\sigma ,\tau ){\frac {\partial \phi _{2}}{\partial \sigma }}(\sigma ,\tau )+\beta (\sigma ,\tau ){\frac {\partial \phi _{2}}{\partial \tau }}(\sigma ,\tau ).}
On a simplement utilisé le fait que {\displaystyle \partial r/\partial u} et {\displaystyle \partial r/\partial v} forment une base.
Une autre manière de noter la relation entre {\displaystyle (a,b)} et {\displaystyle (\alpha ,\beta )} consiste à utiliser la matrice jacobienne
{\displaystyle D\phi =\displaystyle {\begin{pmatrix}\displaystyle {\frac {\partial \phi _{1}}{\partial \sigma }}&\displaystyle {\frac {\partial \phi _{1}}{\partial \tau }}\\\displaystyle {\frac {\partial \phi _{2}}{\partial \sigma }}&\displaystyle {\frac {\partial \phi _{2}}{\partial \tau }}\\\end{pmatrix}}.}
Avec cette notation, il vient
{\displaystyle {\begin{pmatrix}a\\b\end{pmatrix}}(\phi (\sigma ,\tau ))=D\phi (\sigma ,\tau ){\begin{pmatrix}\alpha \\\beta \end{pmatrix}}(\sigma ,\tau )}.
On peut noter un peu différemment ce qui précède. Si on remplace {\displaystyle (u,v)} par {\displaystyle x_{1},x_{2}} et {\displaystyle \sigma ,\tau } par {\displaystyle \xi _{1},\xi _{2}}, et de même {\displaystyle a,b} par {\displaystyle a_{1},a_{2}} et {\displaystyle \alpha ,\beta } par {\displaystyle \alpha _{1},\alpha _{2}}, alors la formule du changement de carte ci-dessus devient
{\displaystyle a_{i}=\alpha _{j}{\frac {\partial x_{i}}{\partial \xi _{j}}},}
avec la convention de sommation des indices répétés ; on somme dans la formule ci-dessus, par rapport à {\displaystyle j}.
Le point de vue des physiciens est que la relation ci-dessus caractérise un champ de vecteurs tangents sur la surface {\displaystyle S}. Le point de vue des mathématiciens est un peu différents : il consiste à voir la surface {\displaystyle S} et la collection de ses plans tangents en chaque point comme un nouvel objet : le fibré tangent à {\displaystyle S}. Bien sûr, cela revient au même, il faut seulement être conscient de cette terminologie en lisant la littérature.

## Champ de vecteurs cotangents sur une surface
On considère encore la surface {\displaystyle S} du paragraphe précédent, mais au lieu de définir un champ de vecteurs tangents, on définit un champ de formes linéaires, agissant sur les vecteurs tangents. En d'autres termes, pour chaque {\displaystyle (u,v)} dans {\displaystyle {\mathcal {O}}}, on définit une paire {\displaystyle (l(u,v),m(u,v))} de nombres réels, et on définit l'action de cette forme linéaire par
{\displaystyle (a,b)\mapsto la+mb,}
pour tout champ de vecteurs tangent de coordonnées {\displaystyle a,b}.
Comme précédemment, on peut se poser la question d'un changement de coordonnées locales. Supposons que dans les coordonnées {\displaystyle (\sigma ,\tau )}, le même champ de formes linéaires ait les coordonnées {\displaystyle \lambda (\sigma ,\tau ),\mu (\sigma ,\tau )}. On doit alors avoir
{\displaystyle (la+mb)(\phi (\sigma ,\tau ))=(\lambda \alpha +\mu \beta )(\sigma ,\tau ),}
pour tout champ tangent.
On suppose que {\displaystyle (a,b)} et {\displaystyle (\alpha ,\beta )} sont liés par la relation
{\displaystyle {\begin{pmatrix}a\\b\end{pmatrix}}\circ \phi =D\phi {\begin{pmatrix}\alpha \\\beta \end{pmatrix}}}.
Un calcul élémentaire fournit alors
{\displaystyle (\lambda \,\,\mu )=(l\,\,m)D\phi .}
On constate que le changement de coordonnées pour les formes linéaires « va dans le sens contraire » du changement de coordonnées pour les vecteurs.
Les champs de formes linéaires sont aussi appelés, en particulier par les physiciens « vecteurs covariants », puisque le changement de variable va dans le même sens que la transformation {\displaystyle \phi } : {\displaystyle \phi } va des coordonnées grecques aux coordonnées latines, et le champ de formes linéaires en coordonnées latines s'exprime en fonction des coordonnées grecques et de la matrice jacobienne de {\displaystyle \phi }. En revanche, les coordonnées grecques d'un champ de vecteurs s'expriment en fonction des coordonnées latines de celui-ci et de la matrice jacobienne de {\displaystyle \phi }.
Si on adopte des notations indexée, avec {\displaystyle x_{i}} et {\displaystyle \xi _{j}} comme au paragraphe précédent, et en remplaçant respectivement {\displaystyle (l\,\,m)} par {\displaystyle l^{1},l^{2}} et {\displaystyle (\lambda \,\,\mu )} par {\displaystyle \lambda ^{1},\lambda ^{2}}, la formule de changement de coordonnées devient
{\displaystyle \lambda ^{i}=l^{j}{\frac {\partial x_{j}}{\partial \xi _{i}}}},
avec la convention de sommation des indices répétés.
Remarquons que la physique fournit une abondance de champs qui doivent être considérés comme cotangents. L'exemple le plus connu est le champ électrique, puisque, du point de vue dimensionnel, c'est une différence de potentiel par unité de longueur. De plus, il a les propriétés qu'on attend dans cette situation : c'est un vecteur qu'on peut intégrer agréablement le long d'une courbe de l'espace, en en prenant le produit scalaire avec le vecteur tangent. Cette propriété est caractéristique d'une forme différentielle de degré 1. Elle sera vérifiée pour tout champ dérivant d'un potentiel scalaire.
Les mathématiciens construisent un nouvel objet : on attache tous les espaces vectoriels de formes linéaires cotangentes à la surface {\displaystyle S} et on obtient ce qu'on appelle le fibré cotangent à {\displaystyle S}.

## Champ de tenseurs sur une surface
Maintenant qu'on a compris ce qu'est un champ de vecteurs et un champ de covecteurs sur une surface {\displaystyle S}, on peut définir un champ de tenseurs sur cette même surface, en considérant plusieurs exemples.
On commence par un cas très utile : un champ de tenseurs qui permet de décrire l'élément d'aire. On définit en chaque point de {\displaystyle S} une forme bilinéaire alternée {\displaystyle L(u,v)} par son action sur les paires de vecteurs tangents. Il suffit pour cela de connaître l'action de {\displaystyle L} sur les deux vecteurs {\displaystyle \partial r/\partial u} et {\displaystyle \partial r/\partial v} :
{\displaystyle L(\partial r/\partial u,\partial r/\partial v)=\ell },
{\displaystyle \ell } étant une fonction de {\displaystyle u} et {\displaystyle v}. À ce moment-là, si {\displaystyle X_{j}} désigne un champ de vecteurs tangent, pour {\displaystyle j=1,\,2} avec pour coordonnées {\displaystyle a_{j}} et {\displaystyle b_{j}}, on aura
{\displaystyle (L(X_{1},X_{2}))(u,v)={\bigl (}(a_{1}b_{2}-a_{2}b_{1})\ell {\bigr )}(u,v).}
La formule de changement de carte se déduit au moyen du raisonnement du paragraphe précédent : si en coordonnées grecques, la même forme bilinéaire est définie par
{\displaystyle \Lambda (\partial \rho /\partial \sigma ,\partial \rho /\partial \tau )=\lambda ,}
alors
{\displaystyle \lambda =(\det \phi )\ell ,}
la vérification étant immédiate.
On peut alors définir une mesure signée sur {\displaystyle S} en posant, pour {\displaystyle A} une partie mesurable de {\displaystyle S} que la mesure de {\displaystyle A} est donnée par
{\displaystyle \int _{A}\ell (u,v)\,\mathrm {d} u\,\mathrm {d} v,}
pourvu que {\displaystyle A} soit entièrement contenu dans un ouvert admettant la paramétrisation par {\displaystyle r(u,v)}. Si ce n'est pas le cas, on découpe {\displaystyle A} en une réunion disjointe d'ensembles mesurables, chacun d'eux étant contenu dans l'image d'une représentation paramétrique. Les détails de ce découpage importent peu, en vertu des formules de changement de variable.
On remarque que si tous les changements de carte, c'est-à-dire les {\displaystyle \phi } ont des matrices de déterminant positif, et si les {\displaystyle \ell } sont tous positifs, la mesure ainsi définie est positive.
On passe maintenant à un autre cas pratique : des tenseurs symétriques contravariants et des tenseurs symétriques covariants.
Un tenseur symétrique covariant {\displaystyle g} est connu par son action sur les vecteurs de base :
{\displaystyle {\begin{aligned}g(\partial r/\partial u,\partial r/\partial u)&=g_{11},\\g(\partial r/\partial u,\partial r/\partial v)&=g_{12}=g_{21},\\g(\partial r/\partial v,\partial r/\partial v)&=g_{22},\end{aligned}}}
les {\displaystyle g_{ij}} étant des fonctions de {\displaystyle u} et {\displaystyle v}.
Le changement de carte respecte les principes précédents : si le même tenseur covariant a des coordonnées {\displaystyle \gamma _{ij}} dans les coordonnées latines, et on trouve
{\displaystyle {\begin{pmatrix}\gamma _{11}&\gamma _{12}\\\gamma _{21}&\gamma _{22}\end{pmatrix}}=D\phi {\begin{pmatrix}g_{11}&g_{12}\\g_{21}&g_{22}\end{pmatrix}}D\phi ^{\mathsf {T}}.}
Ici le signe {\displaystyle {\mathsf {T}}} en exposant désigne la transposition.
En particulier, si la matrice des coefficients de {\displaystyle g} est définie positive, il en est de même de la matrice des coefficients de {\displaystyle \gamma }.
Prenons comme tenseur covariant celui qu'induit la topologie euclidienne, c'est-à-dire :
{\displaystyle g_{11}=\left|{\frac {\partial r}{\partial u}}\right|^{2},\quad g_{12}=g_{21}={\frac {\partial r}{\partial u}}\cdot {\frac {\partial r}{\partial v}},\quad g_{22}=\left|{\frac {\partial r}{\partial v}}\right|^{2}.}
Dans ce cas, la longueur d'un vecteur tangent, dont on connaît les coordonnées locales {\displaystyle a} et {\displaystyle b} est donnée par {\displaystyle g_{11}a^{2}+2g_{12}ab+g_{22}b^{2}}.
On peut aussi définir un tenseur symétrique contravariant, qui servira à mesurer la longueur des vecteurs cotangents. On remarque qu'il est possible de transformer un vecteur tangent en vecteur cotangent à l'aide du tenseur métrique covariant. Il suffit de poser {\displaystyle (l\,\,m)=(a\,\,b)g}, et on vérifie facilement que les changements de variable se font dans le sens covariant.
Il serait commode dans ce cas que la longueur de {\displaystyle (l\,\,m)} mesurée à l'aide du tenseur métrique contravariant soit égale à la mesure de {\displaystyle (a\,\,b)} par le tenseur métrique covariant, et cela revient à écrire
{\displaystyle (l\,\,m)G{\begin{pmatrix}l\\m\end{pmatrix}}=(a\,\,b)g{\begin{pmatrix}a\\b\end{pmatrix}},}
et comme cette relation doit avoir lieu pour tout choix de vecteur tangent de coordonnées {\displaystyle a,b}, cela revient à demander l'identité matricielle {\displaystyle gGg=g}, qui revient à imposer que la matrice du tenseur {\displaystyle G} soit l'inverse de la matrice du tenseur {\displaystyle g}.
Une fois {\displaystyle G} ainsi défini, on vérifie immédiatement que le changement de carte est donné par
{\displaystyle G=D\phi ^{\mathsf {T}}\Gamma D\phi .}
L'élément de volume peut être, lui aussi, déduit du contexte euclidien. Il suffit de poser
{\displaystyle \ell =\left|{\frac {\partial r}{\partial u}}\times {\frac {\partial r}{\partial v}}\right|,}
en notant {\displaystyle \times } le produit vectoriel ordinaire.
On peut définir un tenseur de n'importe quelle variance sur la surface {\displaystyle S}. Par exemple un tenseur deux fois covariant et une fois contravariant sur {\displaystyle S} sera en chaque point de {\displaystyle S} une application trilinéaire du produit de l'espace tangent par deux copies de l'espace cotangent dans {\displaystyle \mathbb {R} }. Notons la base de l'espace tangent {\displaystyle r_{1}=\partial r/\partial u,\quad r_{2}=\partial r/\partial v} et définissons une base de l'espace cotangent par {\displaystyle r_{i}(r^{j})=\delta _{ij}}.
À ce moment-là, un tenseur {\displaystyle T} une fois contravariant et deux fois covariant est défini par son action sur tout triplet {\displaystyle r_{i},r^{j},r^{k}}, donc par le tableau de nombres
{\displaystyle T_{k}^{ij}=T(r_{k},r^{i},r^{j})}
et la formule du changement de cartes peut être écrite
{\displaystyle \Theta _{k}^{ij}=T_{l}^{mn}{\frac {\partial x_{m}}{\partial \xi _{i}}}{\frac {\partial x_{n}}{\partial \xi _{j}}}{\frac {\partial \xi _{k}}{\partial x_{l}}},}
en utilisant la convention de sommation des indices répétés, c'est-à-dire en sommant dans le deuxième membre par rapport à {\displaystyle l,m} et {\displaystyle n}.

## Champs sur desvariétés
La définition de champs sur des variétés est une généralisation des définitions et des calculs précédents.
La plupart des variétés différentielles dont on se sert en pratique peuvent être plongées dans un espace de dimension finie (Théorème de plongement de Whitney), mais on peut se représenter une variété abstraite comme suit : elle est formée de morceaux ouverts de l'espace {\displaystyle \mathbb {R} ^{n}}, avec des lois de recollement. Plus précisément, on se donne des ouverts {\displaystyle U_{i}} de {\displaystyle \mathbb {R} ^{n}}, et pour toute paire {\displaystyle i,j} d'indices distincts des applications lisses {\displaystyle \phi _{ij}} allant d'un ouvert {\displaystyle V_{i}j} de {\displaystyle U_{i}} dans un ouvert {\displaystyle V_{ji}} de {\displaystyle U_{j}}, sous les conditions suivantes :
1. {\displaystyle \phi _{ji}\circ \phi _{ij}} est l'application identité de {\displaystyle V_{ij}} ;
2. {\displaystyle \phi _{ki}\circ \phi _{jk}\circ \phi _{ij}} est l'application identité sur son ensemble de définition pour tout triplet d'indices distincts {\displaystyle i,j} et {\displaystyle k}.

On définit alors une relation d'équivalence sur la réunion disjointe des {\displaystyle U_{j}} en posant
{\displaystyle x\equiv y}
si {\displaystyle x=y} ou si {\displaystyle x} et {\displaystyle y} appartiennent respectivement a {\displaystyle V_{ij}} et {\displaystyle V_{ji}} et l'on a la relation {\displaystyle y-\phi _{ij}(x)}.
En d'autres termes, les {\displaystyle U_{i}} sont des morceaux de caoutchouc, on doit coller la languette {\displaystyle V_{ij}} sur la languette {\displaystyle V_{ji}} en appliquant chaque point {\displaystyle x} sur un point {\displaystyle y=\phi _{ij}(x)}. Bien sûr il faut que tout ceci reste compatible là où il y a collage de trois languettes ensemble (ou plus), et cela est assuré par la deuxième relation.
La réflexivité et la symétrie de cette relation sont immédiate ; pour la transitivité, il faut remarquer que si {\displaystyle y=\phi _{ij}(x)} et {\displaystyle z=\phi _{jk}(y)}, alors la deuxième condition sur les {\displaystyle \phi _{ij}} implique que {\displaystyle x=\phi _{ki}(z)}.
La variété abstraite est alors simplement le quotient de la réunion disjointe des {\displaystyle U_{j}} par cette relation d'équivalence.
Pour passer au fibré tangent, et donc définir des champs tangents, on peut se contenter de considérer la réunion disjointe des {\displaystyle U_{j}\times \mathbb {R} ^{n}} et la relation d'équivalence
{\displaystyle (x,v)\sim (y,w)} s'il y a égalité ordinaire ou si {\displaystyle x} est dans {\displaystyle V_{ij}}, {\displaystyle y} dans {\displaystyle V_{ji}}, {\displaystyle y=\phi _{ij}(x),w=D\phi _{ij}(x)v}. C'est une relation symétrique et réflexive. On obtient la transitivité en différentiant la relation {\displaystyle \phi _{ik}\circ \phi _{kj}\circ \phi _{ij}=I}.
Pour passer au fibré cotangent, on part aussi de la somme disjointe des {\displaystyle U_{j}\times \mathbb {R} ^{n}}, mais cette fois-ci la relation d'équivalence entre {\displaystyle (x,l)} et {\displaystyle (y,m)}, avec {\displaystyle l} et {\displaystyle m} des formes linéaires, impose {\displaystyle m=lD\phi _{ij}}.
On laisse au lecteur le soin d'imaginer ce qui se passera avec un tenseur de n'importe quel ordre, c'est-à-dire une forme {\displaystyle k}-linéaire, {\displaystyle j} fois contravariante et {\displaystyle k-j} fois covariante, ou de se reporter à l'article tenseur.